# Oboznivka, Hlobîne
Oboznivka (în ucraineană Обознівка) este localitatea de reședință a comunei Oboznivka din raionul Hlobîne, regiunea Poltava, Ucraina.

## Demografie
Componența lingvistică a localității Oboznivka
     Ucraineană (94,5%)
     Rusă (4,97%)
     Alte limbi (0,52%)
Conform recensământului din 2001, majoritatea populației localității Oboznivka era vorbitoare de ucraineană (94,5%), existând în minoritate și vorbitori de rusă (4,97%).